# Andanada

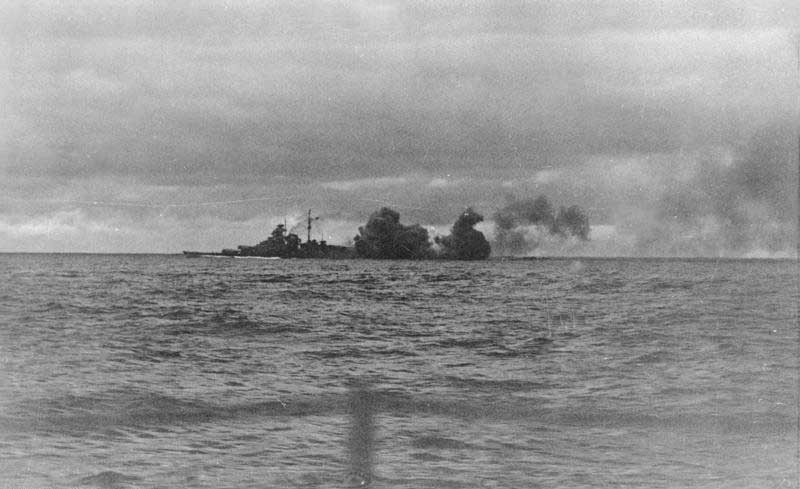
El cuirassat Bismarck disparant una andanada contra el HMS Hood durant la batalla de l'estret de Dinamarca (1941)

Una andanada o salva és el tret simultani de tots o bona part dels canons d'un dels dos costats d'un vaixell de guerra. La paraula andanada també s'usa per designar aquells trets d'artilleria naval, amb càrrega de bales o sense, que es detonen per saludar una ciutat, un port o una persona important.
Les andanades poden ser parcials, escalonades o completes:
- Andanada parcial: només disparen algunes peces cap al blanc, la seva funció és visar el blanc, és a dir, verificar la seva trajectòria respecte del blanc.
- Andanada esglaonada: les peces són disparades amb diferents elevacions amb l'objectiu de determinar l'abast i centrat del blanc, en general són escalonades a 400 m.
- Andanada completa: una vegada visat i determinat el grau d'abast de les salves escalonades, les peces principals o secundàries disparen una salva completa dins dels límits establerts a la central de càlcul de tir naval i així encertar en l'blanc.

També es designa com a «andanada freda» aquella andanada que es dispara primer, quan els canons de la nau estan encara freds.
Felip III per tal d'estalviar pólvora, va prohibir les andanades a la Llei d'Índies XLIV (capítol 7è) de 1614.

## Nota
1. ↑  «andanada». Diccionari de la llengua catalana de l'IEC. Institut d'Estudis Catalans.
2. ↑  La salva es pot referir ambiguament a l'andanada o a les salves d'honor que no són realitzades per l'artilleria naval, p.ex.: En una guàrdia d'honor disparant durant un funeral militar.
3. ↑  
salva a Optimot
4. ↑  Espanya. Recopilación de leyes de los reinos de las Indias: mandadas imprimir y publicar por la magestad católica del rey don Carlos II.  Boix, 1841, p. 300– [Consulta: 10 desembre 2011].